# Stara Kornica (gmina)
Pour les articles homonymes, voir Stara Kornica.
Stara Kornica est une gmina rurale (gmina wiejska) de la powiat de Łosice, dans la Voïvodie de Mazovie, dans le centre-est de la Pologne.
Son siège administratif (chef-lieu) est le village de Stara Kornica, qui se situe environ 15 kilomètres au sud-est de Łosice (siège de la powiat) et 131 kilomètres à l'est de Varsovie (capitale de la Pologne).
La gmina couvre une superficie de 119,33 km2 pour une population de 4 917 habitants en 2006.

## Histoire
De 1975 à 1998, la gmina est attachée administrativement à la voïvodie de Biała Podlaska.

Depuis 1999, elle fait partie de la voïvodie de Mazovie.

## Géographie
La gmina inclut les villages et localités suivantes :

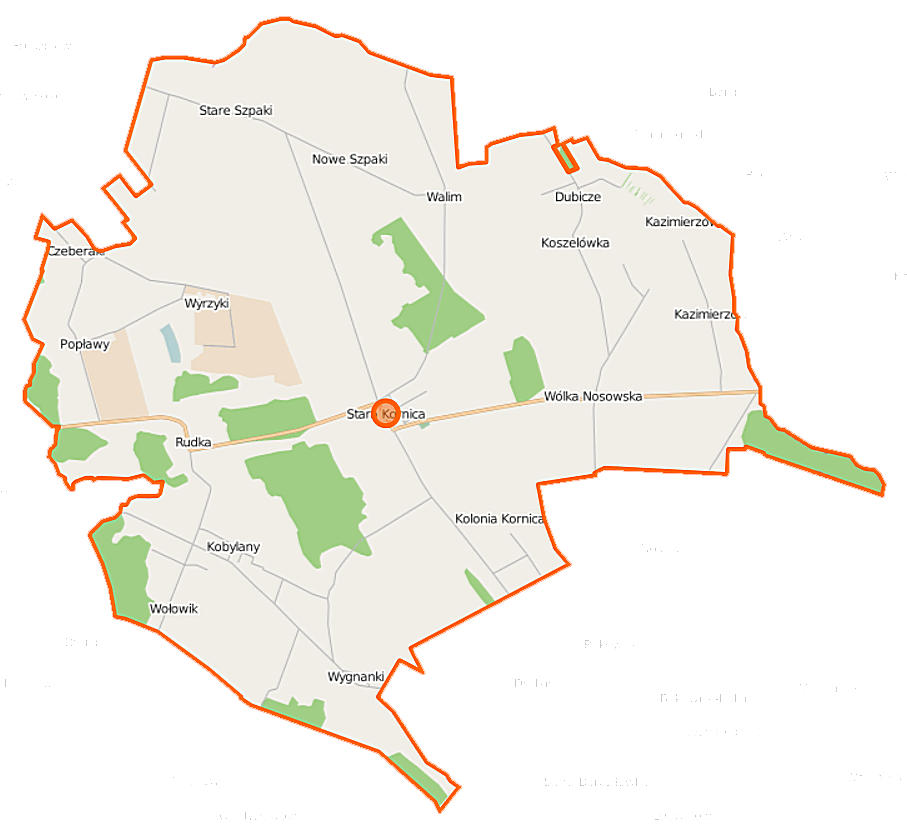
Plan de la gmina

- Czeberaki
- Dubicze
- Kazimierzów
- Kiełbaski
- Kobylany
- Kornica Kolonia
- Koszelówka
- Nowa Kornica
- Nowe Szpaki
- Popławy
- Rudka
- Stara Kornica
- Stare Szpaki
- Szpaki-Kolonia
- Walim
- Walimek
- Wólka Nosowska
- Wygnanki
- Wyrzyki
- Zalesie

### Gminy voisines
La gmina de Stara Kornica est voisine des gminy suivantes :
- Huszlew
- Konstantynów
- Leśna Podlaska
- Łosice
- Platerów
- Sarnaki

## Structure du terrain
D'après les données de 2002, la superficie de la commune de Stara Kornica est de 119,33 km2, répartis comme tel :
- terres agricoles : 82%
- forêts : 12%

La commune représente 15,46% de la superficie du powiat.

## Démographie
Données du 30 juin 2004 :
| description        | Total  | Total | Femmes | Femmes | Hommes | Hommes |
| ------------------ | ------ | ----- | ------ | ------ | ------ | ------ |
| Unité              | Nombre | %     | Nombre | %      | Nombre | %      |
| Population         | 4 989  | 100   | 2 470  | 49,5   | 2 519  | 50,5   |
| Densité (hab./km²) | 41,8   | 41,8  | 20,7   | 20,7   | 21,1   | 21,1   |